# Rübe

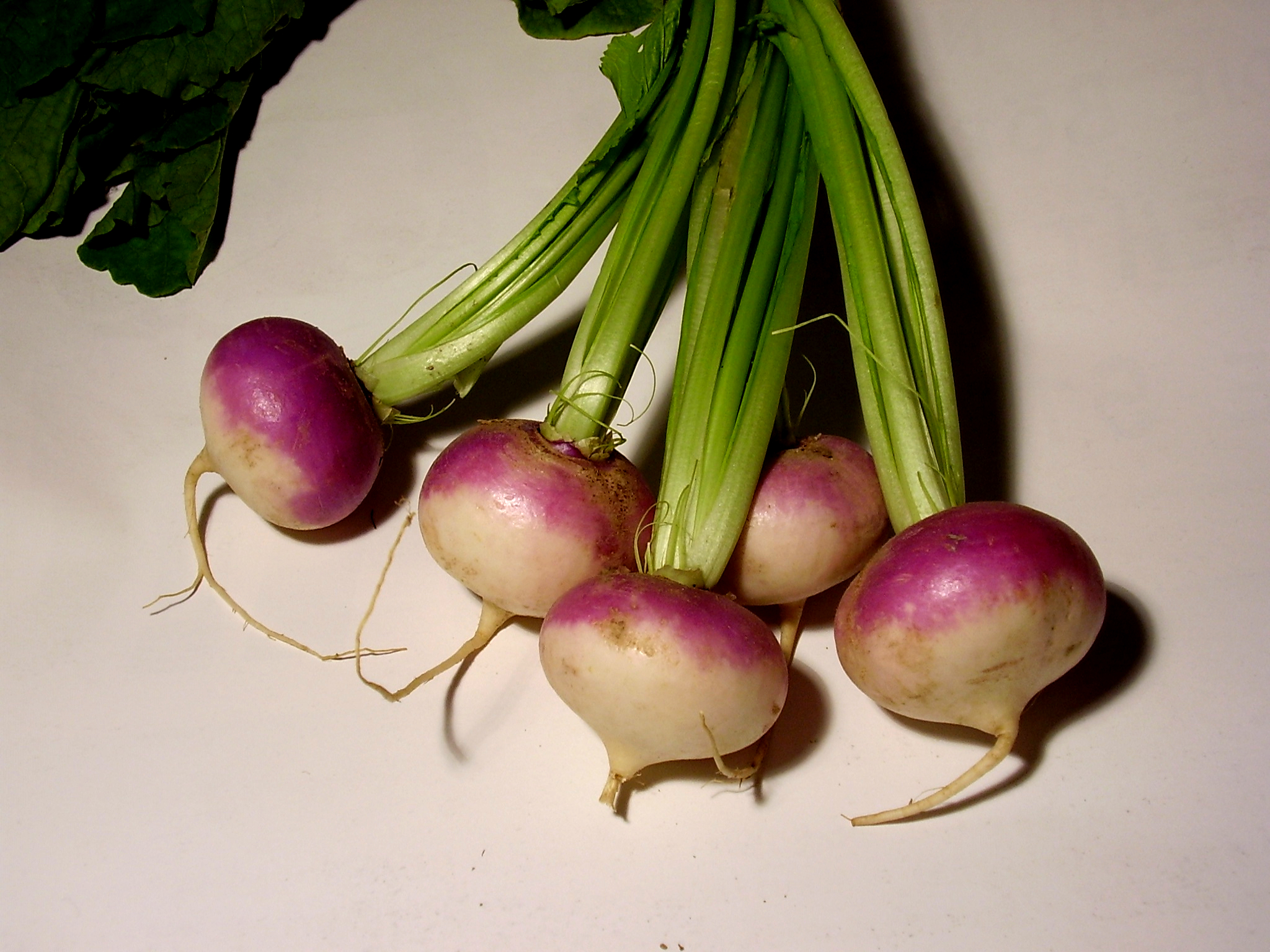
Rüben einer Speiserübe

Rübe ist die botanische Bezeichnung für ein Speicherorgan einer Pflanze. Sie entsteht aus der Verdickung der Hauptwurzel einschließlich des untersten Sprossabschnittes (Hypokotyl). Die Rübe befindet sich meistens unterirdisch, kann aber auch zum Teil über den Erdboden hinausragen oder sich ganz darüber befinden (z. B. beim Sellerie). Rüben kommen nur bei allorhiz bewurzelten zweikeimblättrigen Pflanzen vor.

## Aufbau
Obwohl die meisten Rüben sich sehr ähnlich sehen, können sie doch aus verschiedenen Teilen der Wurzel entstanden sein. Am Aufbau der Rübe können die Wurzel selbst, das Hypokotyl oder ins einigen Fällen auch die Sprossbasis beteiligt sein. Reine Wurzelrüben besitzen z. B. die Karotte und die Zuckerrübe. Rüben, die z. T. aus Hypokotyl bestehen, besitzen der Rettich oder die Rote Rübe. 
Außerdem wird zwischen Holzrüben, Bastrüben und Beta-Rüben unterschieden. Bei Holzrüben (z. B. Rettich) wird das Xylem massiv als Speichergewebe entwickelt, bei Bastrüben (z. B. Karotte) das Phloem und bei Beta-Rüben (Kulturformen von Beta vulgaris) konzentrische Ringe aus Xylem und Phloem bzw. Parenchym.

## Kulturformen von Pflanzen, die Rüben ausbilden (Auswahl)

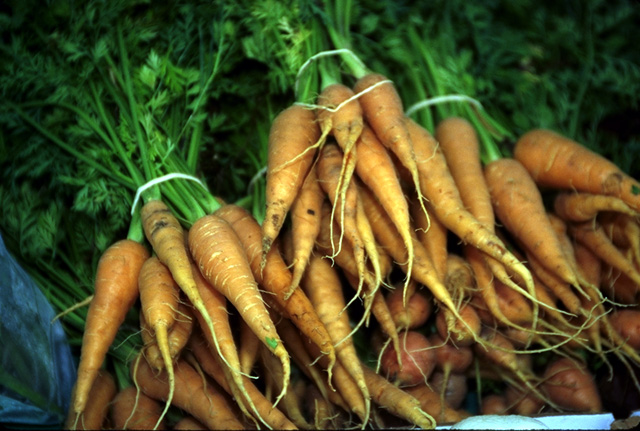
Bei der Karotte handelt es sich um eine Bastrübe

- Karotte (Daucus carota), auch Gelbe Rübe genannt
- Rettich (Raphanus sativus)
- Kulturformen der Rübe (Beta vulgaris):
  - Futterrübe (Beta vulgaris subsp. vulgaris var. crassa), auch Runkelrübe genannt
  - Rote Bete (Beta vulgaris subsp. vulgaris var. conditiva), auch Rote Rübe genannt
  - Zuckerrübe (Beta vulgaris subsp. vulgaris var. altissima)
- Speiserübe (Brassica rapa subsp. rapa), z. B.  Weiße Rübe, Bayerische Rübe[1], Mairübe oder Teltower Rübchen
- Steckrübe (Brassica napus subsp. rapifera bzw. früher subsp. napobrassica), auch Kohlrübe genannt
- Pastinaken (Pastinaca sativa)
- Wurzelpetersilie (Petroselinum crispum convar. radicosum)
- Knollensellerie (Apium graveolens var. rapaceum)

## Krankheiten und Schädlinge
Es gibt einige Krankheiten und Schädlinge (Parasiten), die speziell das Organ Rübe befallen.

### Krankheiten
- Cercospora-Blattflecken
- Herz- und Trockenfäule
- Wurzelbrand
- Vergilbungskrankheit

### Schädlinge
- Blattläuse
- Erdflöhe
- Schildkäfer
- Moosknopfkäfer
- Rübenfliege
- Fadenwürmer
  - Rübenälchen
  - Stängelälchen
- Rübenaaskäfer
- Rübenrüsselkäfer

## Umgangssprachliche Ableitungen
Metaphorisch bezeichnet das umgangssprachliche Wort „Rübe“ den menschlichen Kopf.
„Rübchen schaben“ ist eine absprechende Geste, nämlich das vor allem bei Kindern noch anzutreffende Ausätschen durch Gegeneinanderreiben der aus der Faust ausgestreckten Zeigefinger.